# Rork
Rork (en francés, Rork) es una historieta perteneciente a la serie creada por Andreas cuya primera aparición fue en 1978 en la revista belga Le Journal de Tintin. La serie consta de siete tomos y su edición terminó en 1993. 
El personaje principal es Rork, alquimista enigmático que es capaz de viajar en el tiempo, y se encuentra con personajes muy diversos.
La serie, que está inspirada en las historietas de Berni Wrightson, causó sensación cuando apareció en Tintin junto a Taka Takata, Lefranc y Chick Bill.

## El personaje
Rork es ese tipo de personas de las que se echa mano para acontecimientos extraordinarios. Le gusta resolver los enigmas, se interesa por lo paranormal y por las leyendas. Es culto y sabe descifrar las escrituras antiguas, pero además goza de ciertos poderes muy especiales (sobre todo el poder de pasar de un mundo paralelo al otro, cosa que le ocasionará bastantes sinsabores). Tiene el don de encontrarse dentro de las historias más complejas sin dejarse llevar nunca por los acontecimientos.

## Trayectoria editorial
Andreas creó el personaje de Rork haciéndole participar al principio en historias cortas donde ocurrían aventuras sobrenaturales y fantásticas independientes unas de otras; pero su editor le pidió que realizase una historia más larga para poder publicar un álbum. Estas planchas tienen la influencia del subgénero conocido como fantasía heroica así como del escritor de novelas de terror Howard Phillips Lovecraft.
En 1982, Andreas paró provisionalmente la serie hasta que dos años después la editorial Le Lombard publicó dos álbumes dentro de la colección Histoires y Légendes. El primero fue Fragmentos donde se recogieron siete historias cortas aparecidas entre 1978 y 1982; el segundo, llamado Pasajes, retomó la historia de Prisionero de la desesperación.
Las primeras historias cortas independientes se recogieron en los álbumes siguientes, permitiendo de esta manera (y de forma progresiva) la «construcción de una verdadera obra»
En 1993 apareció el séptimo y último tomo de la serie. En el 2002 se publicó en los Países Bajos un octavo tomo que retomaba muchas de las ilustraciones de los personajes de la serie así como dos historias que hasta el momento no se habían recopilado en álbum alguno. Les Oubliés y Le sauveur du crétacé aparecieron por primera vez en Super Tintin, en 1982 y por segunda en Le Journal de Tintin de 1987. Este álbum está escrito en neerlandés. Al final de los años 2000, Andreas trabajó sobre un tomo cero, contando una historia que no tenía ningún vínculo con el resto de la serie y cuya narración trascurría antes de los acontecimientos ya descritos en los otros tomos.

## Series derivadas
En el tomo 5 Rork se encuentra con un personaje llamado Capricornio, personaje que forma parte desde 1997 de una serie derivada que fue publicada en la colección Troisième Vague y editado por Lombard. Los acontecimientos de la serie de Rork se intercalan entre los tomos 4 y 5 de la serie Capricornio, y algunos personajes de la serie principal (como Low Valley, Mordor Gott, Blue Face, le cube numérique...) hacen sus apariciones, pero las dos series restantes continúan siendo de todas maneras muy independientes.
Otro personaje de la serie, que fue introducido en el tomo segundo consiguió un álbum independiente en 1989. Se trata del detective privado llamado Raffington Event, que Andreas hizo aparecer en varias historias cortas, sin ninguna relación con las dos series antes citadas.

## Personajes
- Rork
- Deliah Darkthorn / Low Valley (nombre que le otorga Rork cuando la salva de un campo de fuerzas que la ha dejado amnésica.)
- Capricorne: astrólogo
- Pharass: mago que ve en los poderes de Rork una amenaza para el mundo
- Dahmaloch: demonio
- Mordor Gott: enemigo de Capricorne
- Raffington Event: detective privado
- Ash Grey: aviadora y asistente de Capricorne
- Astor: bibliotecario asistente de Capricorne
- Sy-Ra:  hija de Deliah
- Yosta: antiguo guía espiritualancien guide spirituel de los chavoisiens liberado par Rork
- Blue Face: indio

## Publicaciones en francés
- Tintin, Le Lombard:
  - 11 relatos cortos, 1978-1982
  - Le Prisonnier du désespoir, 1982
  - Le Cimetière des cathédrales, 1987
  - Lumière d'étoiles, 1987-1988
- Hello Bédé, Le Lombard:
  - Capricorne, 1990
  - Descente, 1992
  - Retour, 1993

## En álbumes
Todos los álbumes de la serie aparecieron en las ediciones del Lombard. Los cinco primeros álbumes aparecieron en formato 22,3x29,5 antes de haber sido reeditadas en 1992 en el formato clásico del editor en 1992.
1. Fragments, con Anne Delobel (colores), colección « Histoires et légendes», 1984, ISBN 2-8036-0434-5[4]
2. Pasajes, colección « Histoires et légendes», 1984, ISBN 2-8036-0480-9[5]
3. Le Cimetière des cathédrales, colección « Histoires et légendes», 1988, ISBN 2-8036-0682-8[6]
4. Lumière d'étoiles, colección «Histoires et légendes», 1988, ISBN 2-8036-0706-9[7]
5. Capricorne, colección «Histoires et légendes», 1990, ISBN 2-8036-0850-2[8]
6. Descente, 1992, ISBN 2-80361-007-8
7. Retour, 1993, ISBN 2-80361-047-7

## Publicaciones en español
Los dos primeros álbumes del personaje continúan inéditos en el mercado español, el resto fueron publicados por Norma Editorial dentro de su colección «Pandora».
- El cementerio de catedrales (1991)
- Luz de estrella (1991)
- Capricornio (1992)
- Descenso (1993)
- Regreso (1994)

## Publicaciones en otras lenguas
- Ediciones Sherpa: De Vergetenen, 2002. Contiene ilustraciones sobre el universo de Rork y dos historias cortas inéditas en álbum, aparecidas en Le Journal de Tintin.  ISBN 90-75504-50-0

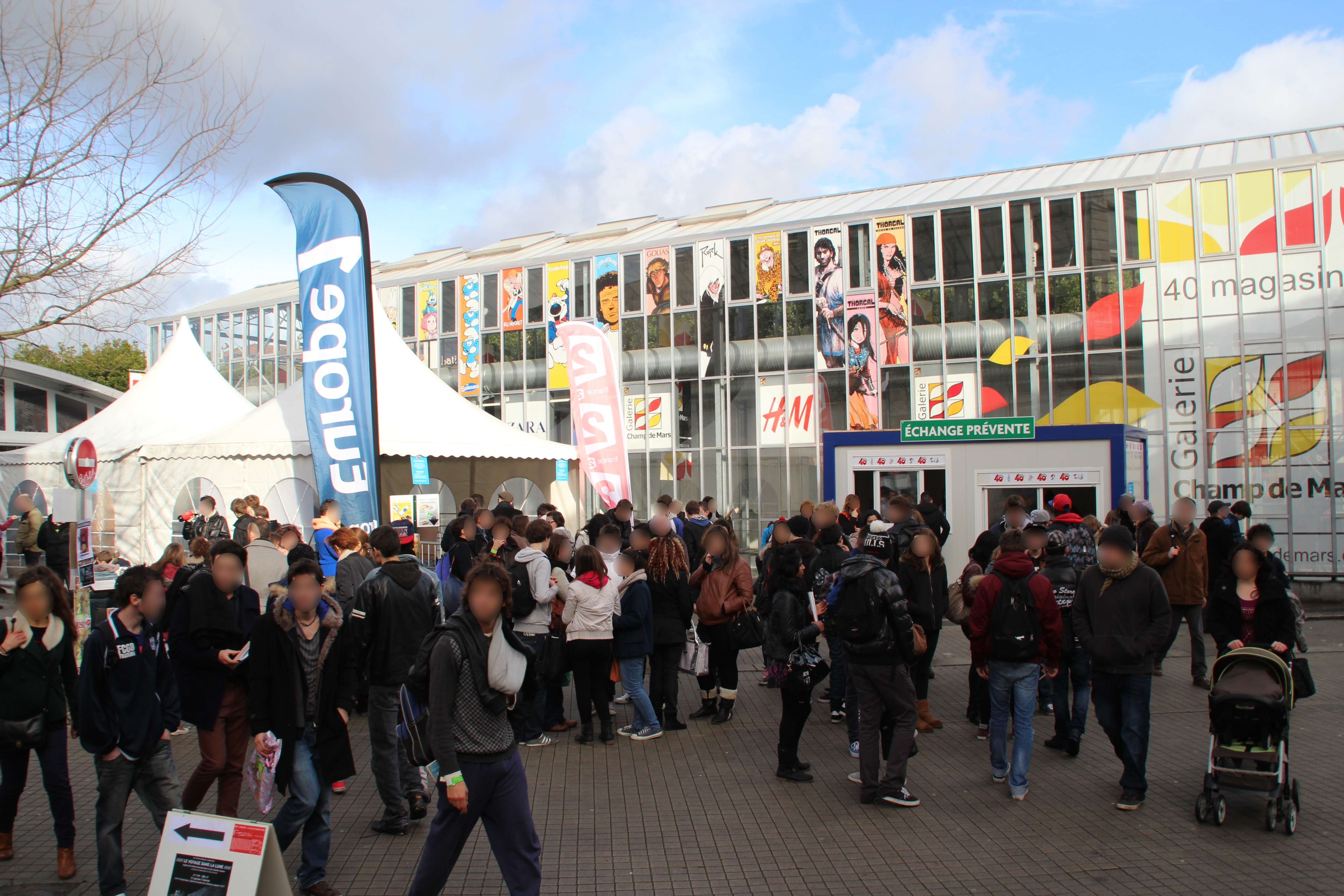
Imagen de la edición del 2013 del Festival de Angulema; entre otros carteles, se ve en el centro uno de Rork
(el personaje del pelo blanco).